# Елисеева, Маргарита Андреевна
Маргарита Андреевна Елисеева (род. 20 июля 1992 года) — казахстанская тяжелоатлетка.

## Карьера
Маргарита родилась в г. Уш-Тобе Талды-Курганской области. Её тренером является Пак Николай Ендюнович
Маргарита — двукратная серебряная призерка юниорского чемпионата Азии (2010, 2012), победительница Азиатских Игр (2014). На чемпионате Азии 2013 года показала второй результат в рывке.
Мастер спорта Республики Казахстан международного класса.
Окончила Казахскую Академию спорта и туризма.